# ميغيل باراغان
ميغيل فرانسيسكو باراغان أندرادي (بالإسبانية: Miguel Barragán) (و. 1789 – 1836 م) هو عسكري وسياسي من المكسيك . شغل منصب وزير الحرب في حكومة أنطونيو لوبيز دي سانتا آنا بين عامي 1833 و 1834 ، ثم كرئيس للمكسيك من 28 يناير 1835 إلى 27 فبراير 1836. وهو أصغر رئيس للمكسيك يتوفى لأسباب طبيعية.